# Доменіко Фіораванті
Доменіко Фіораванті (нар. 31 травня 1977) —італійський плавець, дворазовий олімпійський чемпіон 2000 року, чемпіон Європи.

## Виступи на Олімпійських іграх
| Олімпіада   | Дисципліна   | Місце |
| ----------- | ------------ | ----- |
| Сідней 2000 | 100 м брасом | 1     |
| Сідней 2000 | 200 м брасом | 1     |